# Matsia (reino)

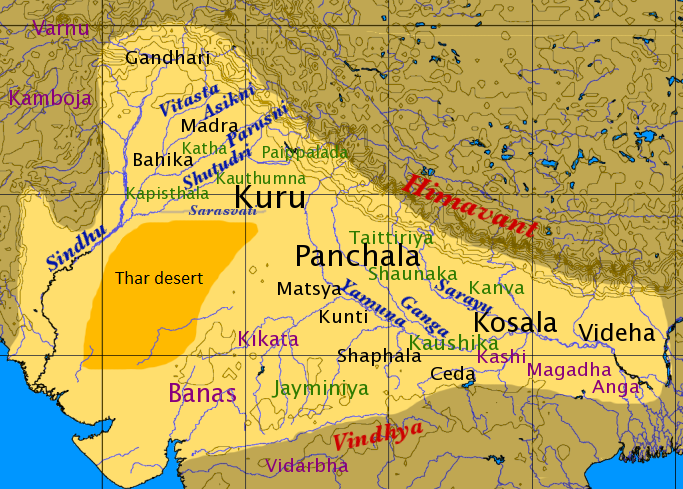
Ubicación del reino Matsia a fines del periodo védico (fines de la Edad del Hierro en India). El nombre aparece escrito en inglés (Matsya) con letra pequeña en el centro del mapa, a la izquierda del nombre (en azul) del río Yamuna.

Matsia (‘pez’ en sánscrito) fue una de las tribus de indoarios en la Antigua India.
El nombre de este grupo humano aparece en el Rig-veda (el texto más antiguo de la India, de mediados del II milenio a. C.), aunque no como el nombre de una región, sino como una de las tribus que participaron en la Batalla de los Diez Reyes.

## Nombre sánscrito
- matsya, en el sistema AITS (alfabeto internacional para la transliteración del sánscrito).[1]
- मत्स्य, en escritura devanagari del sánscrito.[1]
- Pronunciación: /mátsia/[1]
- Etimología: proviene de la palabra sánscrita matsa (‘pez’), que proviene de mad (‘el que es alegre’). En idioma prácrito se convertiá más tarde en mach·cha.[1]

## Ubicación geográfica
Hacia finales del período védico ―que sucedió entre el 1500 y el 600 a. C.― los matsias ocuparon una región situada al sur del reino de los kurus, y al oeste del río Iamuna, que los separaba del reino de los pañchalás. Esta región corresponde aproximadamente a donde actualmente se encuentran las ciudades de Yaipur y Alwar (en el actual estado de Rayastán), con porciones de Bharatpur. La capital del reino de Matsia estaba en Virata Nagara (la moderna Bairat, en el distrito de Yaipur), que se dice que había recibido su nombre a partir de su fundador, el rey Virata.
Otra ciudad famosa en esta región se llamaba Upaplavia.
En el 500 a. C., Matsia era uno de los dieciséis Maja-yanapada (‘grandes reinos’) mencionados en el texto budista Angutara-nikaia, pero ya en la época de Buda (448-368 a. C.) su influencia política se había reducido en gran medida. El Majábharata (5.74.16) menciona a un rey Sajayá, que gobernó tanto a los chedis como a los matsias, lo que implica que alguna vez Matsia formó parte de Chedi.
En la literatura pali, la tribu Matsia se asocia generalmente con la tribu Surasena.

## Otros matsias
Aparte del reino matsia al sur del reino kuru, el Majábharata se refiere a por lo menos seis otras regiones llamadas Matsia.
El más importante de los otros Matsia era el Matsia del oeste, que se encontraba en la región serrana en la orilla norte del río Chambal.

## Descendientes
Los mina medievales de Rayastán pretendían descender de los matsias. En su bandera llevaban el emblema de un pescado, tal como lo hacía el reino Pandia (Paravar, Karava, Karaiyar) en el sur de la India.
El nombre de Mina se deriva de los mina.